# Nabuchodonozor II
Nabuchodonozor II, właśc. Nabu-kudurri-usur II (akad. Nabû-kudurrī-uṣur) – król Babilonii z dynastii chaldejskiej, syn i następca Nabopolassara, panował w latach 604–562 p.n.e. Jego rządy były okresem hegemonii państwa chaldejskiego na Bliskim Wschodzie.

## Imię
Rodzime, akadyjskie imię tego władcy, brzmi Nabû-kudurrī-uṣur i znaczy „Boże Nabu strzeż mego najstarszego syna”. W Biblii, w której władca ten wzmiankowany jest wielokrotnie, głównie w Księdze Jeremiasza, imię to uległo zniekształceniu i po hebrajsku (w Kodeksie Leningradzkim) zapisywane było נְבֻכַדְנֶאצַּר /ne·vu·chad·ne·tzar/ lub נְבוּכַדְרֶאצַּר /ne·vu·chad·re·tzar/, co znaczy w tym języku „Niechaj Nebo chroni koronę”. W greckim przekładzie Biblii (w Septuagincie) używana jest jedna forma tego imienia – ναβουχοδονοσορ /nabouchodonosor/. Podobnie jest w łacińskim przekładzie Biblii (w Wulgacie), gdzie stosowana jest forma Nabuchodonosor.
W polskich przekładach Biblii stosowana jest zarówno forma imienia oparta na zapisie hebrajskim (Nebukadnezar w Biblii poznańskiej, Nebukadnesar w Biblii warszawskiej, Nebukadneccar i Nebukadreccar w Przekładzie Nowego Świata), jak i forma oparta na zapisie greckim/łacińskim (Nabuchodonozor w Biblii gdańskiej, Biblii warszawsko-praskiej i Biblii Tysiąclecia):
| Biblia gdańska           | Nabuchodonozor                             | Nabuchodonozor                             |
| Biblia poznańska         | Nebukadnezar                               | Nebukadnezar                               |
| Biblia warszawsko-praska | Nabuchodonozor                             | Nabuchodonozor                             |
| Biblia Tysiąclecia       | Nabuchodonozor                             | Nabuchodonozor                             |
| Biblia warszawska        | Nebukadnesar                               | Nebukadnesar                               |
| Przekład Nowego Świata   | Nebukadneccar (1997) Nabuchodonozor (2018) | Nebukadreccar (1997) Nabuchodonozor (2018) |

W Kanonie Ptolemeusza występuje on pod imieniem Nabokolassaros.

## Polityka podbojów
Jeszcze jako następca tronu pokonał w 605 p.n.e. faraona Necho II w bitwie pod Karkemisz. Po objęciu tronu podbił Syrię, Palestynę i części Fenicji (zajął miasto Tyr, według niektórych źródeł po 13 latach jego blokady). Dążył do podboju Egiptu, ale bez skutku.

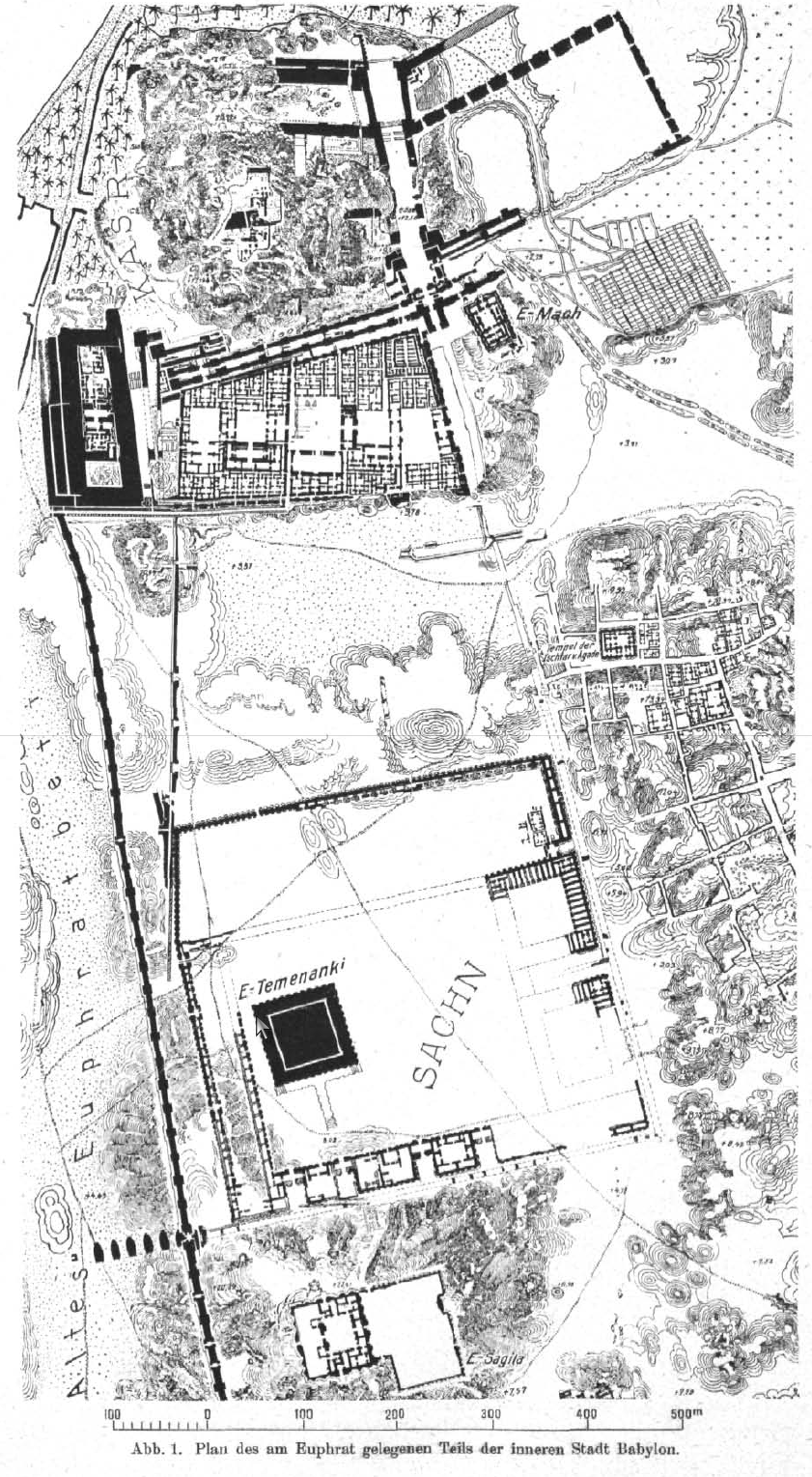
Plan centralnej części Babilonu z widocznym położeniem Bramy Isztar, kompleksu z ziguratem E-temenanki i świątyni E-sagila.

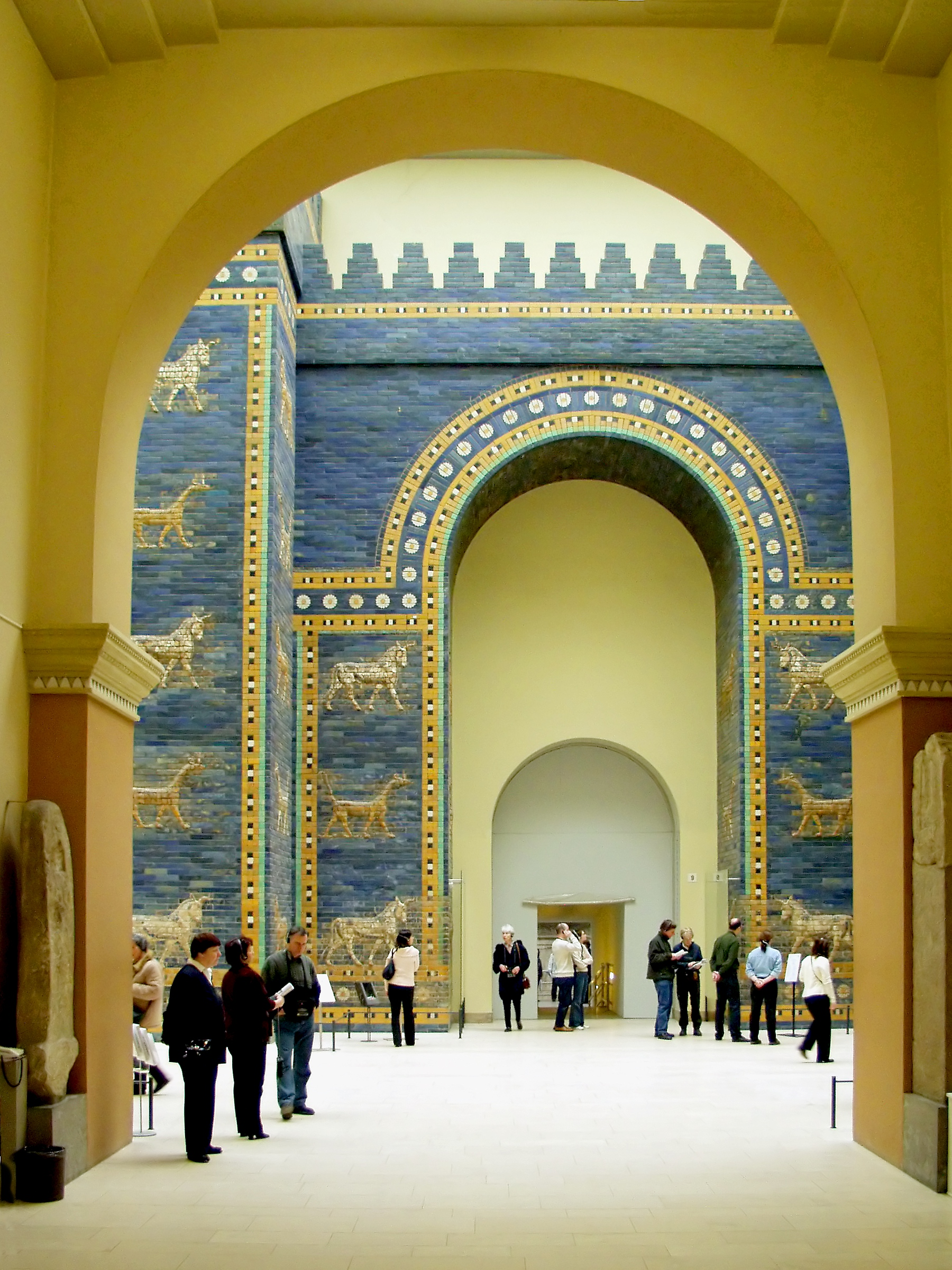
Brama Isztar wzniesiona za Nabuchodonozora II – obecnie w Muzeum Pergamońskim w Berlinie.

W roku 598 p.n.e. poprowadził wojska babilońskie na Jerozolimę, stolicę królestwa Judy. Wyprawa zakończyła się zdobyciem miasta 16 marca 597 p.n.e. Król Jojakin wraz z częścią poddanych został przesiedlony do Babilonu, władcą Judy został następnie mianowany Sedecjasz. Z powodu buntu Sedecjasza (588 p.n.e.) miasto zostało zburzone przez Babilończyków (587 p.n.e. lub 586 p.n.e.), a większość mieszkańców uprowadzono do Babilonu (początek tzw. niewoli babilońskiej Żydów).

## Nabuchodonozor – budowniczy Babilonu
Nabuchodonozor zasłynął również jako słynny budowniczy, który przekształcił Babilon w potężną twierdzę. Za jego czasów powstały w Babilonie m.in. brama Isztar, świątynia Marduka E-sagila, potrójny mur Babilonu (strategiczna budowla na lewym brzegu rzeki Eufrat, licząca 18 km) czy ziggurat E-temenanki. Z jego osobą wiąże się też podanie o jednym z siedmiu cudów świata starożytnego – „wiszących ogrodach" w Babilonie. Według tradycji greckiej Nabuchodonozor założyć miał je dla swojej żony, medyjskiej księżniczki Amytis, aby nie czuła się samotna na pozbawionej pagórków, płaskiej równinie Mezopotamii.
Wśród dokonań wzmiankowanych w inskrypcjach królewskich Nabuchodonozora znajdują się:
- w Babilonie:
  - prace zdobniczo-restauracyjne w E-sagili (É.SAG.ÍL, „dom, którego szczyt jest najwyższy”) – świątyni boga Marduka
  - prace budowlane przy É.TUŠ.A („dom rozkazów”) – kaplicy Marduka w E-sagili
  - prace przy DU6.KU3 lub parak šīmãti („miejsce przeznaczenia”) – kaplicy Marduka należącej do UB.ŠU.UKKIN.NA („dziedziniec zgromadzeń") w E-sagili
  - prace zdobnicze w Ezidzie (É.ZI.DA) – siedzibie Marduka i kaplicy Nabu w E-sagili
  - prace przy É.GIŠNIG.GIDIR.KALAM.MA.SUM.MA („dom który nadaje berło nad ziemią”) – świątyni Nabu w Babilonie
  - prace zdobnicze w KÁ.HI.LI.SÙ („brama pokryta luksusem”) – siedzibie Sarpanitu w E-sagili
  - ukończenie E-temenanki (É.TEMEN.AN.KI, „dom – podstawa nieba i ziemi”) – zigguratu w kompleksie świątynnym Marduka
  - prace restauracyjne w É.SISKUR lub bīt niqe („dom ofiarny”) – świątyni ofiarnej zajmowanej przez Marduka podczas święta akitu, znajdującej się poza Babilonem
  - odbudowa É.DI.KU5.KALAM.MA („dom sędziego ziemi”) – świątyni boga Szamasza
  - odbudowa É.MAŠ.DA.RI („dom ofiar zwierzęcych”) – świątyni bogini Isztar
  - odbudowa É.HUR.SAG.SIKIL.LA („dom czystej góry”) – świątyni bogini Guli-Ninkarrak we wschodniej części Babilonu
  - odbudowa É.KIŠ.NU.GÁL – świątyni boga Sina
  - odbudowa É.SA.BAD („dom otwartych uszu”) – świątyni Guli w zachodniej części Babilonu
  - prace budowlane w É.MAH („wyniosły dom”) – świątyni Bēlet-ili
  - odbudowa É.NAM.HÉ („dom obfitości”) – świątyni Adada w dzielnicy Kumari
  - odbudowa É.KI.TUŠ.GARZA („dom zamieszkany przez uregulowania”) – świątyni Bēlet-ilī we wgłębieniu murów Babilonu
  - budowa domu pisarzy (bīt šutummi ša tupsarrī)
  - prace przy Imgurenlil i Nimitenlil – murach Babilonu
  - prace przy budowie mostu przez Eufrat
  - budowa kanału Libil-hegal wraz z mostem na drodze procesyjnej
  - prace przy odnowieniu i ulepszeniu dróg procesyjnych
  - prace przy Bramie Isztar i innych bramach
  - wzniesienie tzw. „Muru medyjskiego”
  - budowa wielkiego muru wschodniego z trzecim nadbrzeżem
  - prace restauracyjne przy Starym Pałacu Nabopolasara
  - budowa Nowego Pałacu (z m.in. tzw. „Muzeum”)
- w Borsippie:
  - ozdobienie E-zidy – świątyni boga Nabu
  - budowa kaplicy É.ŠID.DÙ.AN.NA.KI („dom kierownika nieba i ziemi”) – komnaty Nabu w E-zidzie
  - umieszczenie belek cedrowych nad É.MAH.TI.LA („wyniosły dom, który daje życie”) – kapliczką Nabu w E-zidzie
  - ukończenie budowy E-urmeiminanki – ziguratu świątyni E-zida
  - odbudowa É.DIM.AN.NA („dom, więzy nieba”) – sanktuarium Sina w E-zidzie
  - odbudowa É.GU.LA („wielki dom”) – świątyni Guli
  - odbudowa É.TI.LA („dom, który daje życie”) – świątyni Guli-Ninkarrak
  - odbudowa świątyni Adada
  - odbudowa É.ZI.BA.TI.LA („prawdziwy dom dający życie”) – świątyni Guli
  - odbudowa świątyni Mār-bitī
  - ukończenie muru Borsippy i jego fosy
- w innych miastach:
  - odbudowa E-babbar – świątyni Szamasza i Aji w Sippar
  - odbudowa É.UL.LA („dom radowania się”) – świątyni Guli w Sippar
  - odbudowa E-babbar – świątyni Szamasza w Larsie
  - odbudowa E-ana – świątyni Isztar w Uruk
  - odbudowa É KIŠ.NU.GÁL – świątyni Sina w Ur
  - prace zdobnicze w E-duba – świątyni Zababy w Kisz
  - prace zdobnicze w E-meteursag – celli Zababy w E-duba w Kisz
  - odbudowa ÈŠ.URUGAL („dom wielkiego miasta”) – świątyni Ereszkigal w mieście Kuta
  - prace fortyfikacyjne i zdobnicze przy E-meslam – świątyni Nergala i Las w mieście Kuta
  - odbudowa É.GAL.MAH („wywyższony pałac”) – świątynia Guli w Isin
  - odbudowa É.I.BÍ.AN.NA („dom, w którym Anu wzywa początek”) – świątyni Urasza w Dilbat
  - odbudowa E-igikalama – świątyni boga Lugal-Marada w Marad

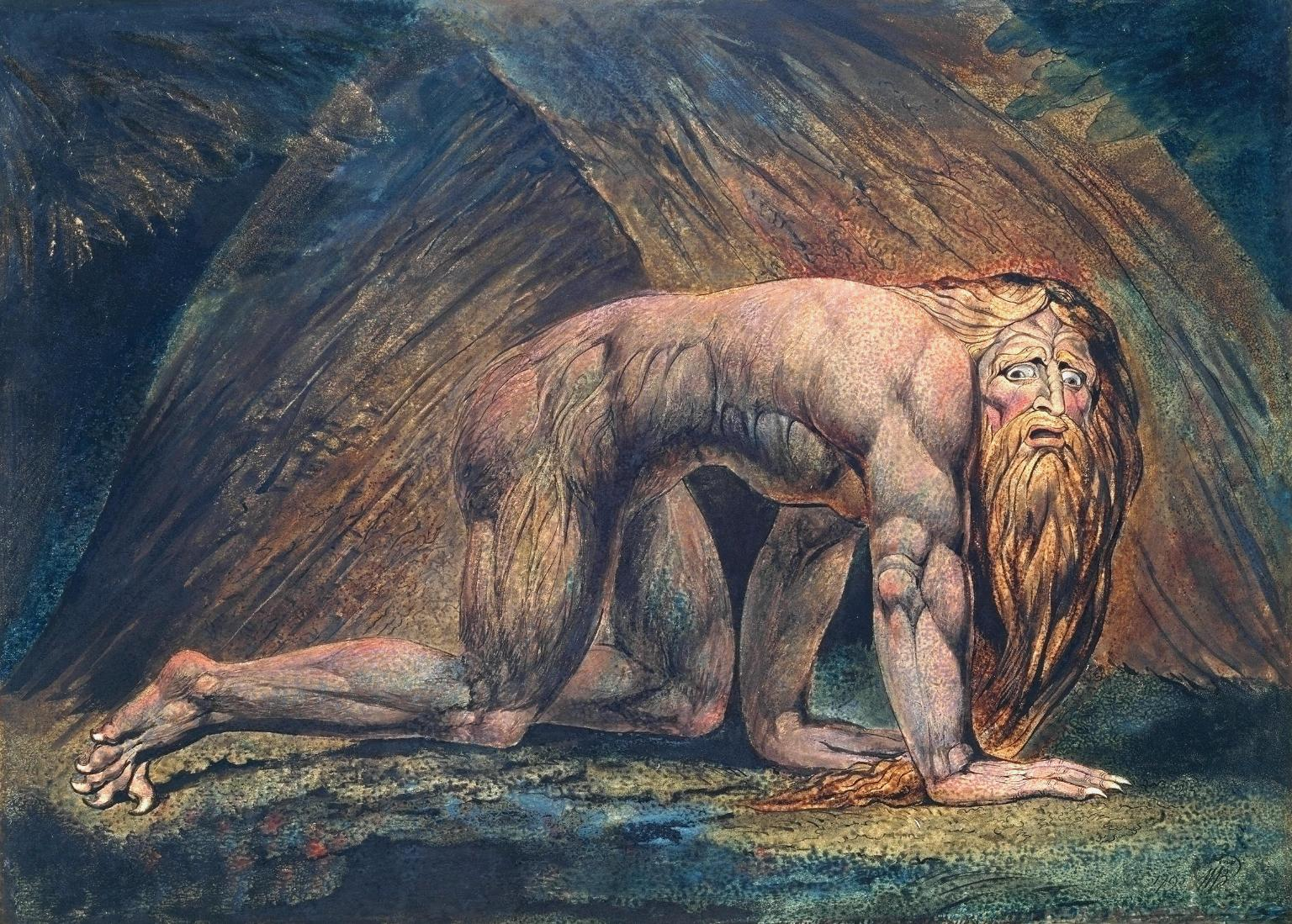
Nabuchodonozor (1795 r.), obraz Williama Blake'a będący ilustracją do Dn 4,30: Wypędzono go spośród ludzi, żywił się trawą jak woły, a rosa z nieba go obmywała. Włosy jego urosły niby pióra orła, paznokcie zaś jego jak pazury ptaka. Ze zbiorów Tate Gallery w Londynie.

Wśród innych prac budowlanych Nabuchodonozora, które nie są wymienione wśród inskrypcji królewskich, ale które są poświadczone m.in. archeologicznie, znajdują się:
- Unirkidurmah – zigurat w Kisz, gdzie odnaleziono kilka cegieł Nabuchodonozora
- świątynia Guli w Isin[15]
- świątynia Ningiszzidy w Uruk
- prace w Tall al-Lahm[16]